# Лучіо Баттісті
Лучіо Баттісті (італ. Lucio Battisti; 5 березня 1943 Поджо-Бустоне, Італія — 9 вересня 1998, Мілан) — італійський співак, автор пісень, кантауторе.

## Біографія
Лучіо Баттісті народився 5 березня 1943 в місті Поджо-Бустоне, в провінції Рієті, в Італії. У 1947 році він перебрався зі своєю сім'єю до Риму. У 1960 році Лучіо став співати в музичних групах Риму та Мілану, виступав у Німеччині та Великій Британії. За кордоном на його подальшу творчість вплинули: Боб Ділан, Джимі Хендрікс, The Beatles, The Rolling Stones, The Animals та інші. У 1966 році починається сольна кар'єра Баттісті, коли він дебютував з піснею «Per una lira». Визнання публіки прийшло до виконавця в 1969 році після виступу (пісня «Un'avventura») на музичному італійському фестивалі в Сан-ремо. Першим хітом співака стала композиція «Acqua azzurra, acqua chiara». У тому ж 1969 році Лучіо Баттісті записав свій перший альбом і познайомився з майбутньою дружиною Летіцією Веронезе. З 1969 по 1994 рік в світ вийшли 19 альбомів італійського барда. Баттісті був закритою особистістю і в період розквіту своєї кар'єри дав лише кілька живих концертів. У 1976 він заявив, що надалі буде спілкуватися з прихильниками тільки через нові записи і зник з концертних майданчиків Італії. 9 вересня 1998 року Баттісті помер у лікарні Мілана імовірно від раку. Співак був похований на кладовищі в місті Мольтено, де він жив останні роки зі своєю сім'єю.

## Дискографія
- Lucio Battisti — 1969
- Emozioni — 1970
- Amore e non amor — 1971
- Lucio Battisti Vol. —	1971
- Umanamente uomo — 1972
- Il mio canto libero —	1972
- Il nostro caro angelo — 1973
- Anima latina — 1974
- La batteria, il contrabbasso, ecc. — 1975
- Io tu noi tutti — 1977
- Images — 1977
- Una donna per amico —	1978
- Una giornata uggiosa — 1980
- E già — 1982
- Don Giovanni — 1986
- L'apparenza —	1988
- La sposa occidentale — 1990
- Cosa succederà alla ragazza —	1992
- Hegel — 1994